# Раковски, Жужа
Жужа Раковски (венг. Rakovszky Zsuzsa, род. 4 декабря 1950, Шопрон, Венгрия) — венгерская поэтесса, прозаик, переводчик.

## Биография
В 1975 году окончила филологический факультет Будапештского университета. В 1975—1982 работала библиотекарем (в библиотеке кафедры английской филологии своей альма-матер и Государственной иностранной библиотеке имени Горького), в 1982—1986 — рецензентом столичного издательства Геликон. В 1988—1989 училась в Лондоне по стипендии Сороса.
Выступает гостем международных поэтических фестивалей и программ. Переводит с английского (С. Зонтаг, Э. Бишоп, У. Тревор и др.). Проза Раковски обращена к венгерским событиям 1956 года.

## Избранные произведения
- Jóslatok és határidők / Пророчества и сроки (1981, стихи)
- Tovább egy házzal / Домом дальше (1987, стихи)
- Fehér-fekete / Белое — чёрное (1991, стихи)
- Hangok / Голоса (1994, избранные и новые стихотворения)
- Egyirányú utca / Улица с односторонним движение (1998, новые стихи)
- A kígyó árnyéka / Тень змеи (2002, роман)
- A hullócsillag éve / Год падающей звезды (2005, роман)
- Hold a hetedik házban (2009)

## Публикации на русском языке
- Стихи // Иностранная литература. — 1993. — № 12.
- Стихи // Звезда. — 2011. — № 3.
- Стихи // Звезда. — 2017. — № 5.

## Признание
- Венгерская национальная премия по литературе (1997).
- Премии Тибора Дери (1986, 1991), Аттилы Йожефа (1988), Сальваторе Квазимодо (1999), Шандора Мараи (2003).